# Brnobići (miasto Buzet)
Brnobići – wieś w Chorwacji, w żupanii istryjskiej, w mieście Buzet. W 2011 roku liczyła 52 mieszkańców.